# Tram van Casablanca
De tram van Casablanca is een tramsysteem in Casablanca, Marokko.
Dit tramsysteem is te vergelijken met een Nederlandse sneltram; het heeft op sommige trajecten veel weg van een metro, qua haltes en ongelijkvloerse kruisingen. De eerste lijn is 30 kilometer lang met 49 stations, en heeft een Y-vormige aftakking. Dit is, na de tram van Rabat, het tweede tramsysteem van Marokko, maar wel de grootste gelet op het aantal stations en de lengte van het tracé.

## Toekomst
Verdere lijnen zijn gepland voor de toekomst. Er zijn vier (snel-)tramlijnen en een metrolijn gepland voor 2020. 74 Citadis 302 trams zijn besteld bij Alstom, evenals het beveiligingsysteem.

## Galerij

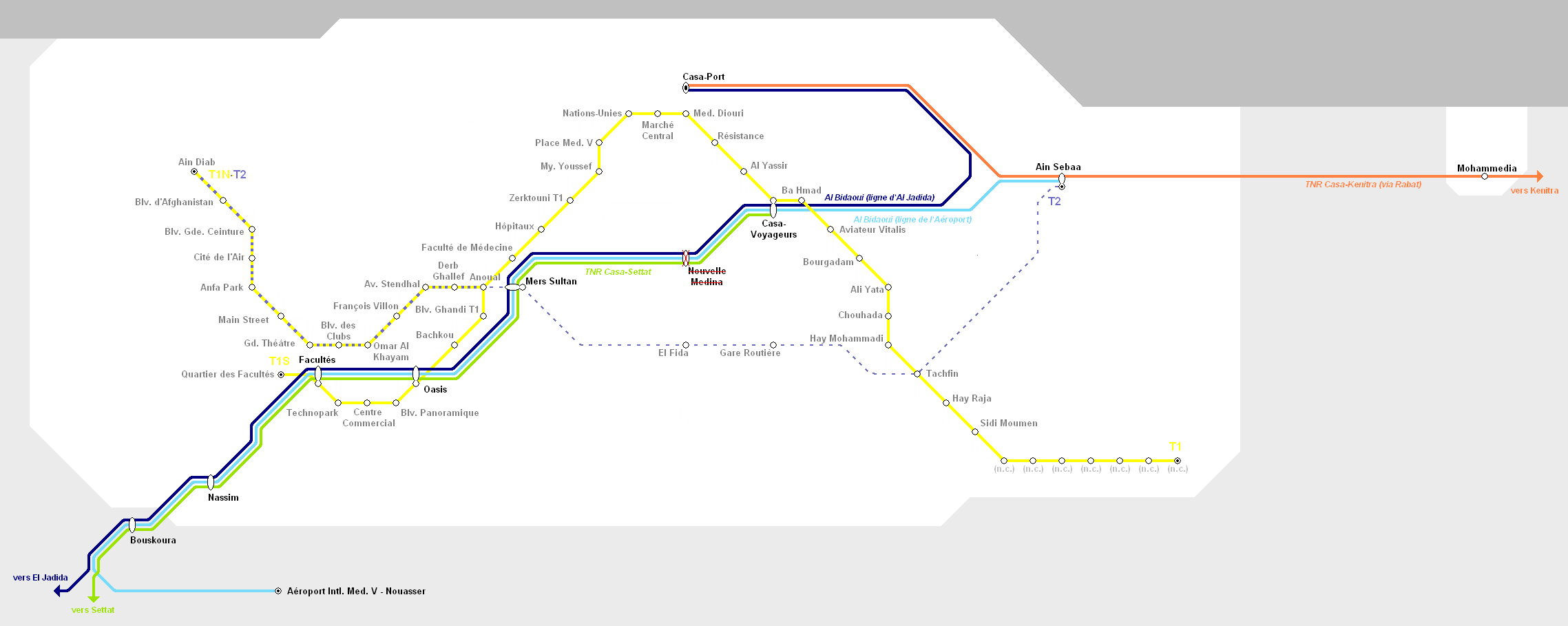
Het railnetwerk in 2013.
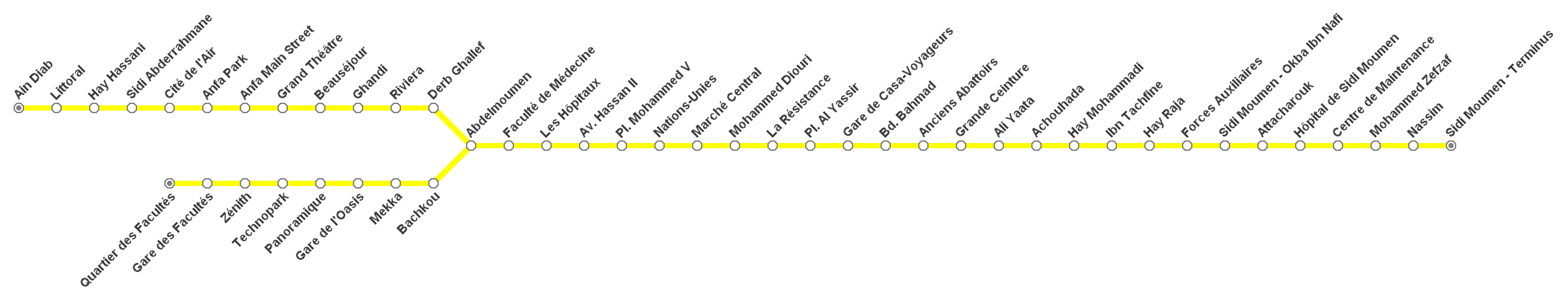
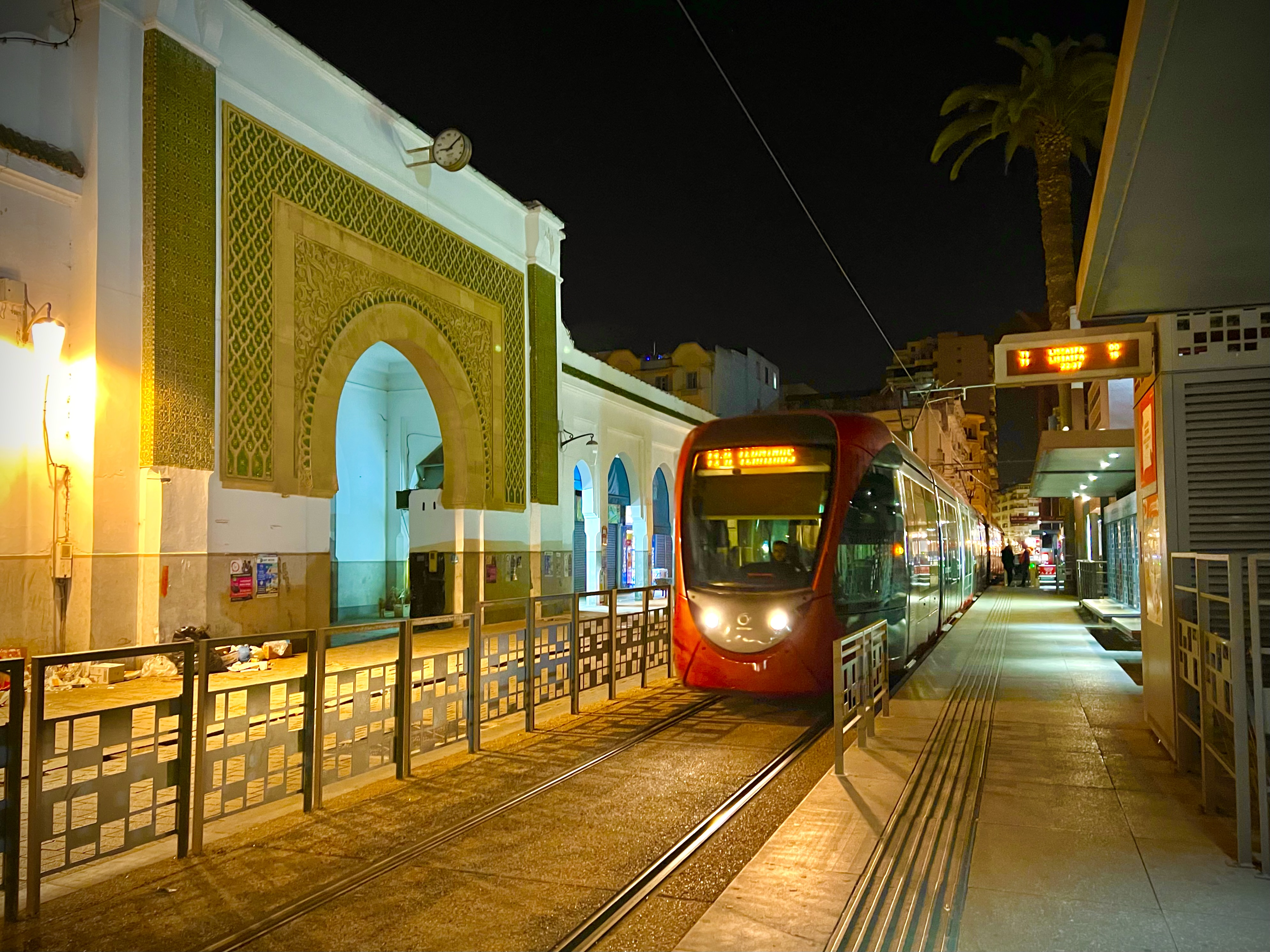